# 1755 (album)
1755 è l'undicesimo album in studio del gruppo musicale portoghese Moonspell, pubblicato nel 2017.

## Il disco
Si tratta di un concept album che narra la storia del terremoto di Lisbona del 1755.
A differenza dei dischi precedenti, è cantato interamente in lingua portoghese.

## Tracce
1. Em Nome do Medo (Orchestral Version) – 5:33
2. 1755 – 5:12
3. In Tremor Dei – 4:26
4. Desastre – 3:22
5. Abanão – 4:08
6. Evento – 4:44
7. 1 de Novembro – 3:53
8. Ruínas – 4:45
9. Todos os Santos – 5:09
10. Lanterna dos Afogados (Os Paralamas do Sucesso cover) – 6:30

Tracce Bonus Edizione digipak/limitata
1. Desastre (Spanish version) – 3:26

## Formazione
- Fernando Ribeiro - voce
- Ricardo Amorim - chitarra
- Aires Pereira - basso
- Pedro Paixão - tastiera, samples
- Miguel Gaspar - batteria